# Gegants del Tricentenari
Els Gegants del Tricentenari representen Josep Galceran de Pinós i de Rocabertí, més conegut per baró de Pinós, i la seva esposa, n'Agustina d'Urries i de Gurrea. Ell va ser un personatge històric molt vinculat al territori que ara ocupa el districte de Nou Barris. També va ser un polític molt important de Barcelona al principi del segle xviii i va defensar la ciutat durant el setge del 1714.
Són uns gegants construïts amb un gran rigor històric, amb l'assessorament de l'historiador Francesc Riart, la Coronela de Barcelona i el geganter Abel Plana, tant en l'escultura com en la indumentària, el pentinat, els complements… Els encarregats de fer-los realitat foren Jordi Grau, del Taller el Drac Petit de Terrassa, en l'escultura, i Goretti Puente, experta en reproducció d'indumentària històrica.
El rigor històric es nota sobretot en la vestimenta de la geganta, que va pentinada i abillada seguint la moda de la Barcelona del segle xviii. Porta el característic vestit de cotilla i cua elaborat amb rics teixits i ornamentat amb puntes i llaçades. També duu un ventall i joies de perles –dos elements molt freqüents en les dames del barroc–, a més d'un pentinat molt treballat, obra de la casa Damaret.
Els Gegants del Tricentenari són dels més nous de la ciutat: en Josep va ser construït el 2013 i l'Agustina, el 2014. Ell va ser apadrinat per la Coronela de Barcelona, recreació històrica de la milícia que va defensar la ciutat en el setge del 1714, i ella va ser presentada el juliol del 2014 al Palau de la Generalitat en el marc dels actes commemoratius del Tricentenari.
La Colla Gegantera de Nou Barris va néixer l'any 2012 per fer-se càrrec d'en Baró i la Trini, gegants del barri que durant vint anys no tingueren cap colla pròpia que els portés. La nova associació va arrencar amb moltes ganes d'activitat i de seguida va aprendre a portar-los i fer-los ballar. Un any més tard ja presentava el Gegant del Tricentenari, amb la intenció de convertir-lo en símbol de la commemoració del setge de Barcelona.